# Diaperoecia rosea
Diaperoecia rosea är en mossdjursart som beskrevs av Canu och Bassler 1929. Diaperoecia rosea ingår i släktet Diaperoecia och familjen Diaperoeciidae. Inga underarter finns listade i Catalogue of Life.